# Dazhbog Patera

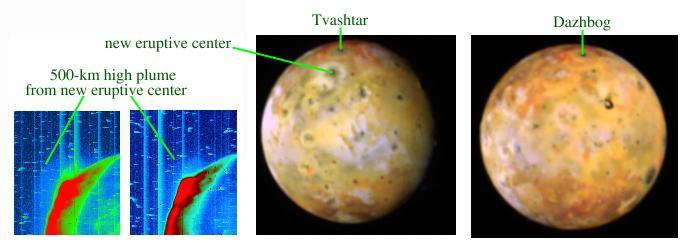
umístění

Dazhbog Patera je sopka na povrchu Jupiterova měsíce Io, která byla pojmenována po slovanském bohu ohně Dažbogovi. Sopka má průměr 118,36 km a nachází se na severní polokouli měsíce, na souřadnicích 55,1° N a 301,48° E. Při pozorování Hubbleovým kosmickým dalekohledem v roce 1998 byl na místě sopky objeven hotspot.